# William Petty, 2. Earl of Shelburne

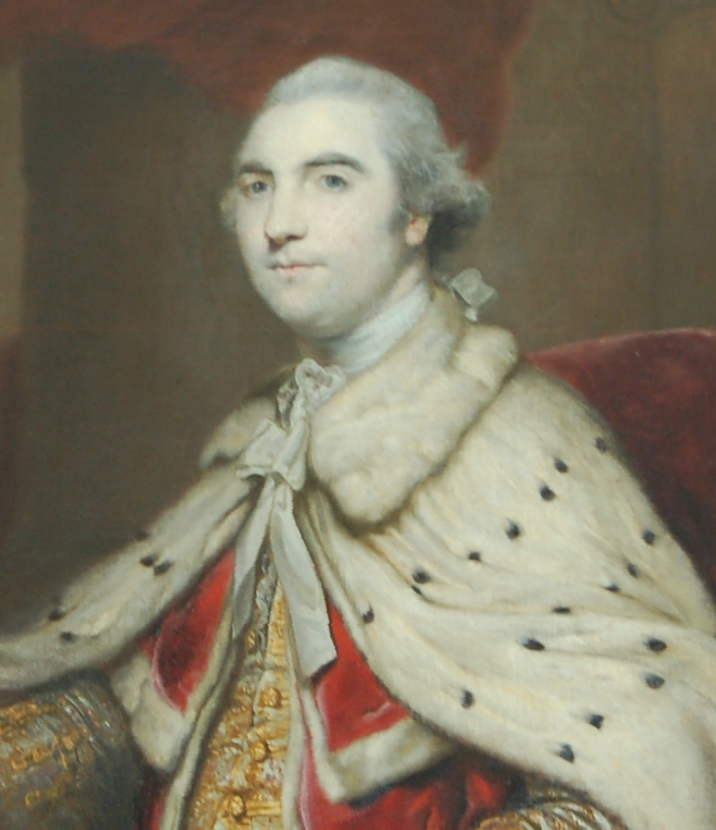
William Petty, 1. Marquess of Lansdowne

William Petty, 1. Marquess of Lansdowne, 2. Earl of Shelburne KG PC (* 2. Mai 1737 in Dublin; † 7. Mai 1805 in London), war ein britischer Militär und Staatsmann und von 1782 bis 1783 britischer Premierminister.

## Leben
Er wurde als John FitzMaurice geboren und war der ältere Sohn des John FitzMaurice (1706–1761). Sein Vater änderte 1750 den Familiennamen nach der Familie seiner Mutter von „FitzMaurice“ zu „Petty“ und wurde 1753 zum Earl of Shelburne erhoben.
Er wuchs im Süden Irlands auf und studierte ab 1755 am Christ Church College der Universität Oxford.
1757 trat er in die British Army ein und diente im Regiment von General Wolfe. Im Siebenjährigen Krieg zeichnete Fitzmaurice sich 1759 in der Schlacht bei Minden aus. 1760 wurde er zum Colonel befördert und war 1760 bis 1763 Aide-de-camp des Königs. Er kämpfte auch 1760 in der Schlacht bei Kloster Kampen. 1765 wurde er zum Major-General, 1772 zum Lieutenant-General und schließlich 1783 zum General befördert.
1760 wurde er als Abgeordneter für Chipping Wycombe ins britische House of Commons gewählt. Beim Tod seines Vaters erbte er 1761 dessen Adelstitel und erhielt dadurch einen Sitz im House of Lords, womit er aus dem House of Commons ausschied. Nachdem er mehrere Jahre an der Spitze der parlamentarischen Opposition gestanden hatte, zog er 1766 mit William Pitt, 1. Earl of Chatham, ins Ministerium. Nachdem er bei dessen Auflösung 1768 ebenfalls hatte zurücktreten müssen, zeigte er sich als heftigster Gegner der ministeriellen Politik im Hinblick auf die Maßregeln gegen die nordamerikanischen Kolonien, wurde 1782 Staatssekretär des Auswärtigen und begann sogleich die Friedensunterhandlungen mit den Vereinigten Staaten, die den Amerikanischen Unabhängigkeitskrieg beendeten. 1782 wurde er als Knight Companion in den Hosenbandorden aufgenommen. Nach dem Tod von Charles Watson-Wentworth, 2. Marquess of Rockingham, stand er bis 1783 an der Spitze des Kabinetts, wurde dann auf kurze Zeit durch das Koalitionsministerium Fox-North verdrängt, stürzte dasselbe im Dezember 1783 mit Pitt, trat aber nicht wieder in das Kabinett ein.
1784 zum Marquess of Lansdowne erhoben, zog er sich bald darauf auf seine Güter zurück, wo er als Beschützer der Gelehrten und Künstler lebte. 1798 wurde er als Fellow in die Society of Antiquaries und 1803 in die American Academy of Arts and Sciences gewählt.
Er starb am 7. Mai 1805 in London und wurde in High Wycombe in Buckinghamshire begraben. Seine Bibliothek kaufte das Britische Museum.

## Ehen und Nachkommen
In erster Ehe heiratete er am 3. Februar 1765 in London Lady Sophia Carteret, Tochter des John Carteret, 2. Earl Granville. Mit ihr hatte er einen Sohn:
- John Petty, 2. Marquess of Lansdowne (1765–1809).

In zweiter Ehe heiratete er am 19. Juli 1779 in London Lady Louisa FitzPatrick, Tochter des John FitzPatrick, 1. Earl of Upper Ossory. Mit ihr hatte er einen Sohn und eine Tochter:
- Henry Petty-Fitzmaurice, 3. Marquess of Lansdowne (1780–1863);
- Lady Louisa FitzMaurice († jung).